# Lena Schilling
Lena Schilling (Wenen, 8 januari 2001) is een Oostenrijks activist en politicus. Als student politicologie aan de Universiteit van Wenen was Schilling een van de leiders van de klimaatacties van scholieren en studenten in 2019. In de media is ze beschreven als "misschien de meest politiek actieve jonge vrouw van het land". In de Europese verkiezingen van 2024 werd ze als lijsttrekker voor Die Grünen verkozen tot het Europees Parlement, waar ze het jongste parlementslid wordt.